# Ägyptisches Bilsenkraut
Das Ägyptisches Bilsenkraut (Hyoscyamus muticus) ist eine Pflanzenart in der Familie der Nachtschattengewächse (Solanaceae).

## Beschreibung

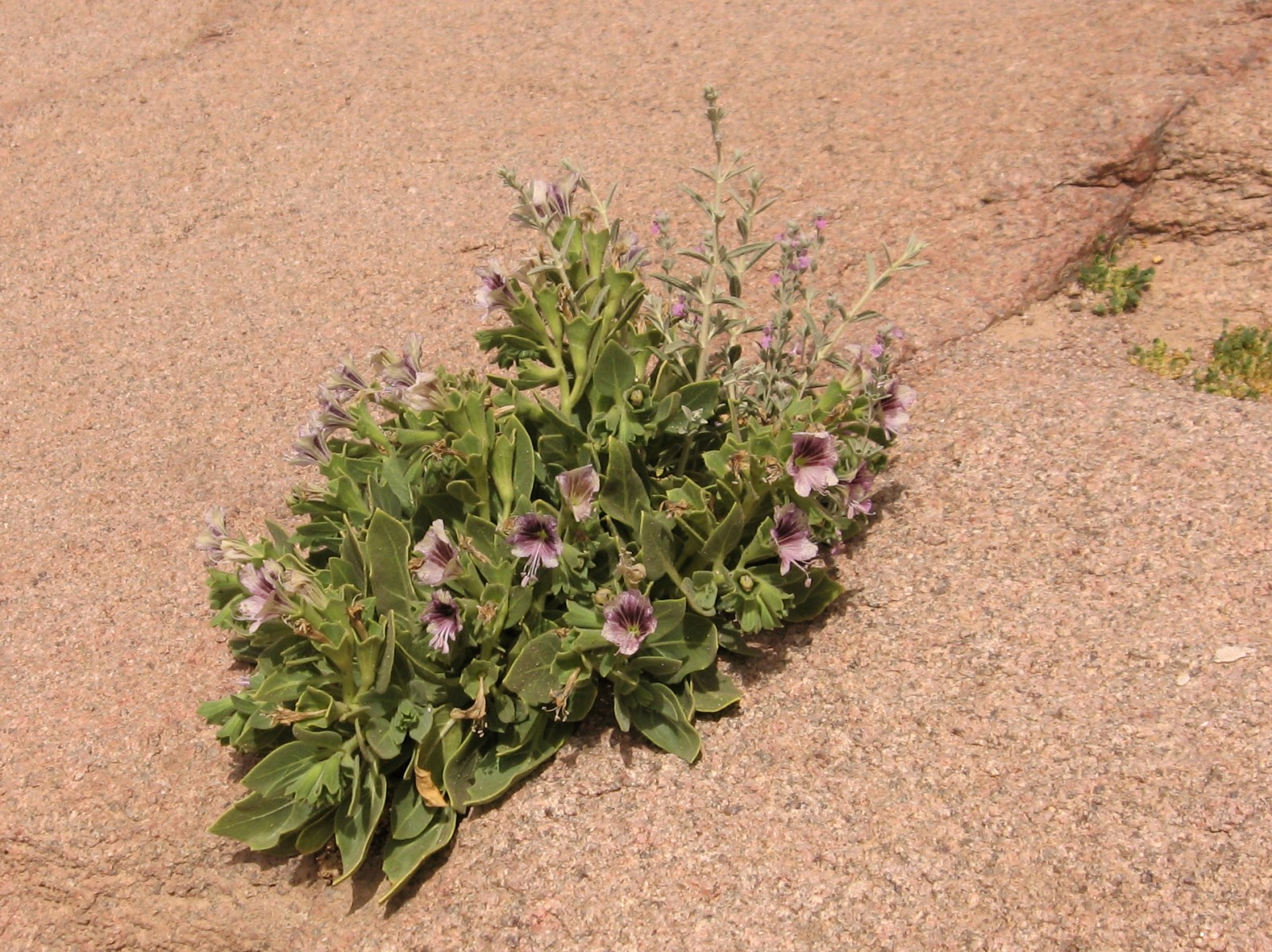
Habitus

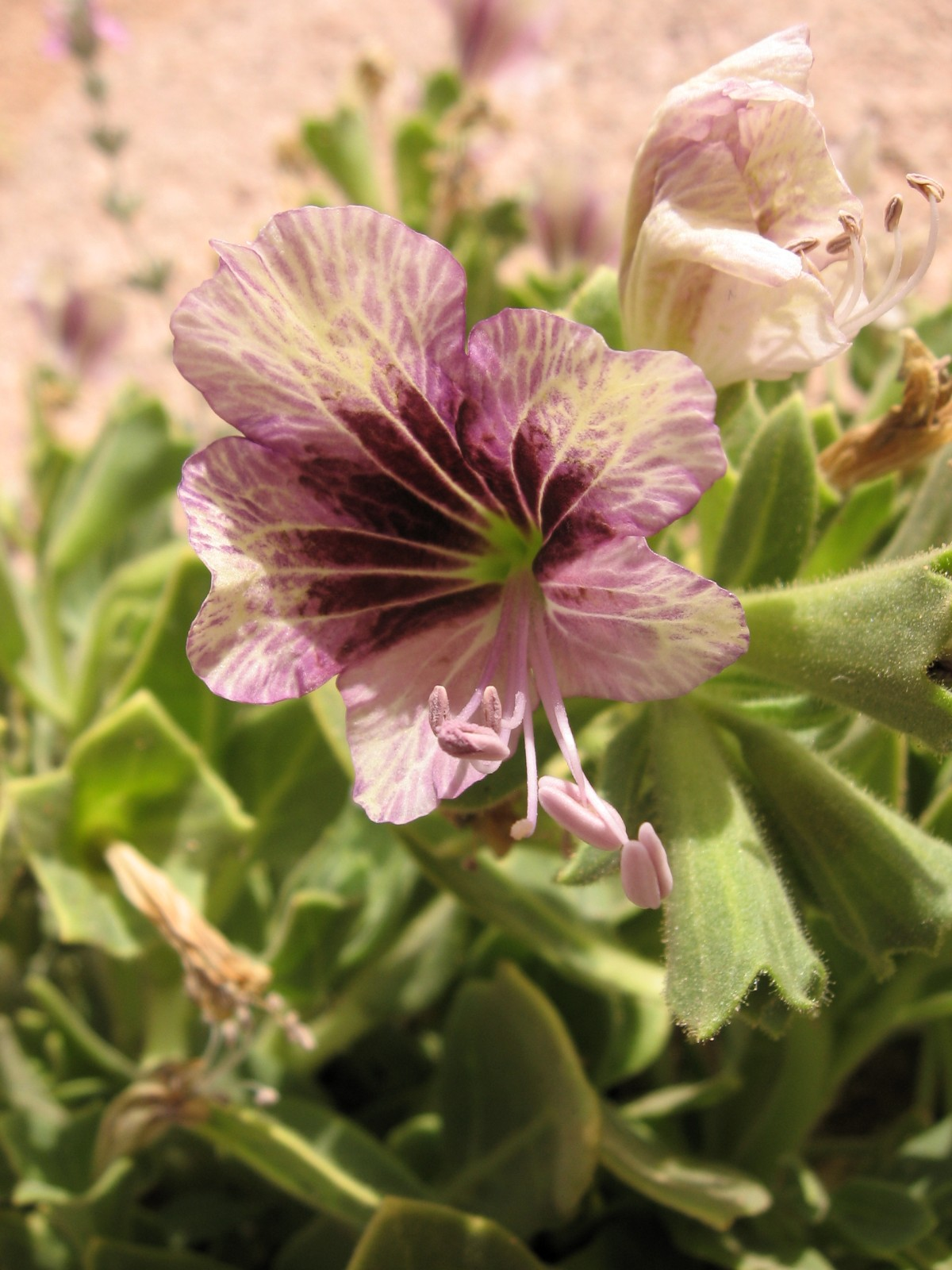
Blüte im Detail

### Vegetative Merkmale
Das Ägyptische Bilsenkraut wächst als ausdauernde krautige Pflanze, die Wuchshöhen von bis über 90 Zentimetern erreichen kann. Die klebrigen, grünen Pflanzenteile verströmen einen unangenehmen Geruch. Die wechselständigen und einfachen, meist gestielten bis oberseits (fast) sitzenden Laubblätter sind gröber oder feiner gezähnt bis ganzrandig. Die fein drüsenhaarige, spitze Spreite ist leicht fleischig und eiförmig bis verkehrt-eiförmig oder elliptisch.

### Generative Merkmale
Die Blüten stehen in dichten und langen traubige Blütenständen mit behaarten, laubblattähnlichen Tragblättern zusammen. Die zwittrigen und gestielten Blüten sind fünfzählig mit doppelter Blütenhülle. Der trichterförmige und rippige, fleischige Kelch mit dreieckigen Zipfeln ist dicht drüsig behaart. Die Farbe der fünf, becherförmig verwachsenen, rippigen Kronblätter, mit kurzen, ungleichen Lappen, variiert zwischen überwiegend dunkelviolett und weißlich bis gelblich. Die fünf Staubblätter und der schlanke Griffel sind leicht vorstehend. Der zweikammerige und leicht behaarte Fruchtknoten ist oberständig. Die Blütezeit beginnt im Mai und reicht bis in den Herbst hinein.
Es werden kleine und vielsamige, zweikammerige, etwa 1,5 Zentimeter lange, zylindrische Kapselfrüchte, Pyxidien (Deckelkapsel) im beständigen Kelch gebildet. Die kleinen, etwa 200 abgeflachten Samen sind etwa 1 Millimeter groß.

### Chromosomenzahl
Die Chromosomenzahl beträgt 2n = 28, seltener 30.

## Ökologie
Gelegentlich auftauchende Heuschreckenschwärme werden von Duméril’s Fransenfingereidechse gerne genutzt. Allerdings bevorzugen manche Heuschrecken wie die Wüstenheuschrecke bei hoher Populationsdichte (Gregaria-Phase) Pflanzen wie das Ägyptische Bilsenkraut, welche Toxine enthalten und sequestrieren diese in ihrem Körper. Sie entwickeln dann einen Aposematismus, indem ihre Färbung intensiviert wird. Duméril’s Fransenfingereidechsen meiden Wüstenheuschrecken mit solcher Warnfärbung, besonders in der Gregaria-Phase.

## Vorkommen
Das bevorzugt in sandigen Lagen gedeihende Ägyptische Bilsenkraut ist in Algerien, Libyen, Ägypten bis zum Sudan, im Niger, Tschad, Äthiopien, in Syrien, Jordanien und Saudi-Arabien heimisch. Populationen sind von Nordafrika bis hin zum Mittleren Osten anzutreffen.

## Systematik
Es könne zwei Unterarten unterschieden werden:
- Hyoscyamus muticus L. subsp. muticus: Sie kommt in Ägypten, Jordanien, Syrien und in Saudi-Arabien vor.[4]
- Hyoscyamus muticus subsp. falezlez (Coss.) Maire: Sie kommt in Algerien, Libyen, Niger, Tschad, Äthiopien und im Sudan vor.[4]

## Inhaltsstoffe
Die Pflanzenteile enthalten von allen Hyoscyamus-Arten am meisten giftige Tropan-Alkaloide, darunter primär Scopolamin und (S)-Hyoscyamin. Daneben sind Spuren der Tropanalkaloide (R)-Hyoscyamin, Aposcoplamin, Norscopolamin, Littorin, Tropin, Cuskohygrin, Tigloidin und Tigloyloxytripan zu nennen. Die höchste Konzentration liegt in den Blüten (2 %), gefolgt von Blättern (1,4 bis 1,7 %) und Samen (0,9 bis 1,3 %). Die Stängel enthalten mit 0,5 bis 0,6 % die geringste Menge.
Hyoscyamus muticus ist von allen Hyoscyamus-Arten die am stärksten berauschend wirkende Art. Lebensbedrohliche Vergiftungen sind durchaus möglich, jedoch selten diagnostiziert.

### Nutzung
Das Ägyptische Bilsenkraut wird, je nach Saatzeit und/oder Großwetterlage, als ein- bis zweijährige krautige Pflanze kultiviert.
Bereits vor 5000 Jahren wurde Bilsenkraut in Mesopotamien (in Betracht kommt hier insbesondere das Ägyptische Bilsenkraut) als Heilpflanze eingesetzt.
Die antiken Assyrer setzten ihren Bieren gelegentlich Bilsenkraut zu. Im alten Ägypten diente Hyoscyamus muticus als rituelles Rauschmittel. Zu kriminellen Zwecken wurde gemäß Rätsch auf die Wirkung als Nervengift zurückgegriffen und die Droge potentiellen Opfern in Nahrung vermischt angeboten, die nach dem Verzehr ins Delirium verfielen und sich widerstandslos bestehlen ließen.